# Согдіана
40°24′ пн. ш. 69°24′ сх. д. / 40.4° пн. ш. 69.4° сх. д.

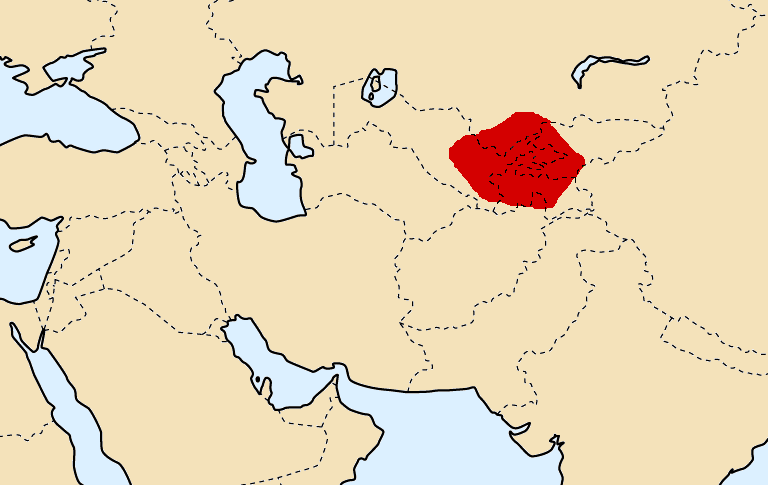

Согдіа́на, Со́гдія, Согд (давньоперська: Suguda-; грец. Σογδιανή; перс. سغد — Sōġd; таджицька: Суғд — Sughd) — історична область в середній Азії, місце народження давньої землеробської цивілізації согдійців, що залишила свої сліди на значній території центральної Азії.

## Опис
Землі та міста Согду, подібно до полісів Еллади, не були централізованою державою, лише зовнішні завоювання призводили до адміністративних об'єднань у міжріччі Сирдар'ї та Амудар'ї, в долині Зеравшану.
Согд знаходиться у сучасних межах Согдійського вілояту Республіки Таджикистан, Самаркандського та Бухарського вілаятів на південному сході Узбекистану.
Согд відомий з VI ст. до н. е. зі згадок володарів імперії Ахеменідів, коли ця область була прикордонною з войовничими саками-скіфами, з сер. VII ст. існувала власна держава іхшидів (засновано Шишпіром) поки VIII ст. останнє согдійське місто (сучасний Пенджикент) було знищене арабами.
Більше тисячі років місцеві жителі обробляли землі, видобували золото та інші метали, вели торгівлю з уральськими мисливцями, степовими народами, індійськими царствами, імперіями Китаю, Ірану, Греції.
Створені місцевими ковалями кольчуги потрапляли на озброєння китайських вояків.
Согдійська цивілізація була посередницею між Заходом і Сходом, Півднем і Північчю Азії. Освічені купці ставали послами, радниками та перекладачами тюркських каганів. Віротерпимість дозволяла їм бути посередниками і в розповсюдженні релігій:
- маніхейство (з Ірану в Сибір та Китай),
- несторіанство (з Заходу),
- зороастризм,
- буддизм (з Індії, а пізніше з Китаю на Захід та у Сибір).

На розписах палацу у Пенджикенті одночасно були зображені боги яких згадує Авеста, місцевий дух урожаю Бобої-Дехкон та Будда.
Від часів Олександра Македонського центром Согду був Самарканд, але поселення согдійців розкидані по всьому Великому Шовковому шляху — від кордонів Східної Римської імперії до Монголії.
Створені ними написи (согдійська належить до східноіранських мов) знаходять у верхів'ях Інду, а рукописи в західному Китаї. Це вказує на те, що согдійці відігравали важливу роль у міжкультурних обмінах, у становленні осілих народів Середньої Азії та племен кочівників, які прямували на Захід.